# 100 % foot
100 % foot est une émission de télévision française diffusée sur M6 du 7 septembre 2005 au 12 décembre 2011 et à partir du 20 septembre 2012 sur W9 et présentée par Carine Galli de 2015 à 2018. À l'occasion de la Ligue des nations, l'émission est diffusée sur M6 après le match de l'Équipe de France et présentée par l'ancien footballeur David Ginola de 2018 à 2020. En 2021 Marie Portolano récupère la présentation du magazine sur M6 puis W9.

## Diffusion

### M6
Le nom de l'émission est une référence à un ancien slogan de M6, se vantant durant l'Euro 1996 et la Coupe du monde 1998 d'être la chaîne « 0 % Foot »,.
L'émission était au départ diffusée tous les dimanches entre minuit et 1 heure du matin, et suivie par le programme 100 % Girondins.
Pendant la Coupe du monde 2006, 100 % foot a été programmée en début d'après-midi, les samedis, aux environs de 14 heures.
La direction de M6 décida de garder cet horaire (14-15 heures) pour la saison 2006-2007.
Néanmoins, en mi-saison, l'ancien horaire fut reprogrammé, après tous les matchs de championnat. En outre, les audiences de l'émission sont très faibles et ne permettent pas à la chaine de concurrencer les autres émissions sportives.
En décembre 2011, à l'approche de l'élection présidentielle de 2012, M6 décide de mettre l'accent sur la politique en supprimant 100 % foot et en attribuant la case horaire à la rediffusion de l'émission Zemmour et Naulleau.
La chaîne évoque également des raisons financières avec la perte du principal sponsor de 100% Foot, BetClic.
Il n'y aura pas de saison 2012 de 100 % foot sur M6. L'émission revient cependant en quotidienne à l'occasion de l'Euro 2012 du 8 juin 2012 au 1er juillet 2012, rebaptisée 100 % Euro.
Le 11 mai 2017, au lieu d’être diffusée sur W9, l'émission est diffusée exceptionnellement sur M6 à 23 h 3.
De septembre 2018 à novembre 2019, à l'occasion de la Ligue des nations et des matchs éliminatoires, l'émission est également diffusée sur M6 après le match de prime-time de l'Équipe de France. Carine Galli se situe alors en bord de terrain et interview l'entraîneur et quelques joueurs après le match tandis que l'ancien footballeur David Ginola présente l'émission. Il est accompagné de deux anciens joueurs : Alain Boghossian et Alou Diarra.
En juillet 2020, David Ginola quitte M6, par conséquent l'émission n'est plus diffusée après les matchs de Ligue des Nations des Bleus. Elle est remplacée par un magazine d'après-match, avec aux commandes, les commentateurs du matchs Xavier Domergue et Robert Pirès accompagnés de Carine Galli en bord-terrain.
Lors de l'Euro 2020 en 2021, l'émission est de retour sur M6, renommée 100% Euro pour l'occasion. Marie Portolano est chargée de la présentation accompagnée de chroniqueurs et d'invités. L'émission qui se déroule en studio est découpée en trois parties : 100% Euro : L'avant-match qui permet de poser le contexte avant la rencontre, 100% Euro : L'après-match pour analyser la rencontre et 100% Euro : Le mag qui revient sur l'actualité du championnat d'Europe et de l'Équipe de France. Cependant, l'émission se déroule en plateau, uniquement, lors de trois des onze matchs diffusés par la sixième chaîne (2 matchs des phases de poules et la finale). Lors des autres matchs, l'émission est présentée depuis le stade de la rencontre par Xavier Domergue accompagné de Robert Pirès et Carine Galli.
Pour l’Euro 2024, l’émission revient, toujours sous le nom 100% Euro, avec Smaïl Bouabdellah à la présentation.

### W9
L'émission est de retour sur W9 (chaîne du groupe M6) à partir du 20 septembre 2012. La chaîne, détentrice des droits de la Ligue Europa, diffuse le match le plus intéressant parmi tous les clubs français engagés dans la compétition, mais seulement ceux dont le coup d'envoi est à 21h05. À la fin du match, 100% Foot débute et diffuse un long résumé de chaque match des clubs français qui n'ont pas été retransmis en direct par la chaîne, mais aussi tous les buts des autres rencontres de la compétition.
Cette nouvelle formule de 100% Foot rappelle beaucoup les soirées spéciales Ligue des champions à chaque fin de match retransmis pendant de longues années sur Canal+.
En 2015, à l’occasion de la diffusion de la Coupe du monde féminine sur la chaîne, l’émission est diffusée en avant-match de certaines rencontres, toujours présentée par Vincent Couëffé entouré d’invités,.
À partir de septembre 2018, l’émission est supprimée de la grille de W9, les matchs de Ligue Europa diffusés en clair étant désormais programmés sur la chaîne RMC Story.
Cependant, en septembre 2021, la meilleure affiche de Ligue Europa ou de Ligue Europa Conférence est à nouveau diffusée sur la chaîne. L'émission, présentée en après-match par Marie Portolano, analyse la rencontre qui vient de se terminer et revient sur les autres matchs de C3 et C4 de la journée. Mais à la rentrée 2022, le Groupe M6 arrête l'émission après les matchs de Ligue Europa que diffuse W9 en raison de l'absence de gros clubs français. Pour le journal L'Équipe, cela suit une stratégie globale du groupe M6 de se désengager du monde du football,

## Principe
L'émission a pour vocation de débattre, apprendre et divertir sur le monde du football avec chaque semaine deux invités en faisant partie ainsi que des invités people.
L'ambiance sur le plateau se veut décontractée, l'émission est entrecoupée de jeux tels que le trois contre trois, un quiz sur le football. Il y a aussi le Challenge Concorde, un concours de pronostic sur trois matchs de Ligue 1 à suivre. Le nom de ce concours est un clin d'œil et a pour origine un pari de Thierry Roland qui avait dit avant la Coupe du monde 2006 que si la France l'emportait, il ferait le tour de la Place de la Concorde à Paris tout nu ! 
L'image n'occupe que peu de place dans le programme, celui-ci étant axé principalement sur le débat, probablement pour d'évidents problèmes d'acquisition des droits du football (détenus par Canal+ et son émission Canal Football Club).

## Présentation
Lors de son lancement, l'émission est présentée par Estelle Denis, assistée des journalistes sportifs Pierre Ménès et Dominique Grimault qui apportent leur analyse technique et accompagnés de 2 à 4 invités.
Thierry Roland, commentateur de matchs sur la chaîne, se joindra un temps à l'émission, puis Éric Di Meco.
En février 2008, Jérôme de Verdière succède un temps, à Estelle Denis à la tête de l'émission, celle-ci revenant dès l'Euro 2008. Mais après l'Euro 2008, c'est Vincent Couëffé transfuge de L'Équipe TV qui est à la tête de 100 % foot jusqu'en 2015. En 2015, Carine Galli est recrutée par W9 pour présenter et animer l’émission et elle décroche également la présentation des soirées Ligue Europa diffusées sur la chaîne,.
La rentrée 2009, Dominique Grimault, parti à l'Olympique de Marseille, pour s'occuper des médias et d'OMTV, et Pierre Ménès parti sur Canal+ pour Canal Football Club, voit arriver de nouveaux intervenants : l'entraineur de natation Philippe Lucas et le journaliste sportif de L'Équipe Vincent Duluc en alternance avec un autre journaliste sportif de L'Équipe Bernard Lions.
Depuis le 12 octobre 2009, la journaliste et ancienne présentatrice d'I-Télé Cécile Delarue anime une chronique au ton décalé en fin d'émission.
Philippe Lucas est renvoyé par M6 début 2010 pour avoir participé à une émission sur TF1 qui lui était destinée, Qui peut battre Philippe Lucas ?. Il est remplacé par l'ex-footballeur international Vikash Dhorasoo.
À la rentrée de 2011, Julien Cazarre, humoriste dans Action Discrète et chroniqueur sur RMC, intègre l'équipe de 100 % foot.
À l'occasion de l'Euro 2012, Antoine Kombouaré, Dominique Grimault, le cuisinier Norbert Tarayre et Alessandra Bianchi intègrent l'équipe de l'émission quotidienne diffusée sur M6, 100 % Euro.
Lors des 3 émissions en plateau de 100% Euro pendant l'Euro 2020, Marie Portolano est à la présentation avec Alain Boghossian et Julien Cazarre comme consultants, accompagnés d'un invité. Il y a également trois rubriques, celle de Paul Desfarges consacrée aux Bleus, celle de Cindy Colmenares consacrée aux autres équipes de la compétition et puis la chonique humour de Paul de Saint Sernin,.
Pendant l’Euro 2024, 100% Euro est présentée par Smail Bouabdellah accompagné d’Alain Boghossian comme consultant, et d’un invité. Trois humoristes, Samuel Bambi, Younes Depardieu et Julien Santini, se succèdent en alternance. En raison d’une blessure, Carine Galli assure une chronique dans l’émission à la place de Laurie Samama qui la remplace au poste de journaliste bord-terrain.